# ألان مولالي
آلان روجر مولالي (ولد في 4 أغسطس 1945) هو مهندس طيران أمريكي ومدير تنفيذي في مجال التصنيع. شغل منصب الرئيس التنفيذي لشركة بوينغ للطائرات التجارية من عام 1998 إلى عام 2006، ثم أصبح لاحقًا رئيسًا ومديرًا تنفيذيًا لشركة فورد موتور من عام 2006 إلى عام 2014.

## حياته
بدأ مسيرته المهنية مع بوينغ كمهندس في عام 1969، ويُنسب إليه الفضل بشكل كبير في انتعاش بوينغ أمام منافستها إيرباص في منتصف العقد الأول من القرن الحادي والعشرين. كما يُنسب إليه الفضل على نطاق واسع في إنقاذ فورد خلال الركود الكبير، عندما أعلن منافسوها الأمريكيون إفلاسهم وتم إنقاذهم من قبل الحكومة الفيدرالية. وثقت إنجازات مولالي في فورد في كتاب: الأيقونة الأمريكية: آلان مولالي والنضال لإنقاذ شركة فورد للسيارات (بالإنجليزية: American Icon: Alan Mulally and the Fight to Save Ford Motor Company) بقلم بريس جي هوفمان، الذي نُشر في عام 2012. في 15 يوليو 2014، عين في مجلس إدارة جوجل، وهو المنصب الذي شغله حتى عام 2024.
في عام 2015، كرم مولالي في قاعة مشاهير الطيران والفضاء الدولية في متحف سان دييغو للطيران والفضاء.